# Епархия Имуса
Епархия Имуса (лат. Dioecesis Imusensis) — епархия Римско-Католической церкви с центром в городе Имус, Филиппины. Епархия Имуса входит в митрополию Манилы. Кафедральным собором епархии Имуса является церковь Пресвятой Девы Марии.

## История
25 ноября 1961 года Римский папа Иоанн XXIII выпустил буллу Christifidelium consulere, которой учредил епархию Имуса, выделив её из архиепархии Манилы.

## Ординарии епархии
- епископ Artemio Casas (1961 — 1968);
- епископ Felix Paz Perez (1969 — 1992);
- епископ Manuel Sobreviñas (1993 — 2001);
- епископ Луис Антонио Гоким Тагле (22.10.2001 — 13.10.2011) — назначен архиепископом Манилы, с 2012 года — кардинал;
- епископ Reynaldo Gonda Evangelista (8.04.2013 — по настоящее время).

## Источник
- Annuario Pontificio, Libreria Editrice Vaticana, Città del Vaticano, 2003, ISBN 88-209-7422-3
- Булла Christifidelium consulere, AAS 54 (1962), стр. 758  (лат.)